# Urban Reign
Urban Reign (яп. アーバンレイン) — відеогра жанру файтинг для Playstation 2, розроблена студією Namco і видана в 2005 році.

## Ігровий процес
Urban Reign є файтингом від творців серії Tekken і Soul Calibur. Гра симулює вуличні бійки без будь-яких правил. У цій грі можна використовувати всі можливі засоби для боротьби: зброю, біти, ножі, мечі, різні палиці, мотоцикли, навіть автомобілі. Багато об'єктів оточення можна розбити.
Після успішного завершення завдання персонаж отримує очки, які гравець розподіляє для розвитку якоїсь із характеристик. Ці характеристики загалом поділяються на захисні й атакуючі.
Головним завданням у цій грі є лише здобути перемогу, незалежно яким способом. В сюжетному режимі, який складається зі 100-а рівнів, доступний всього один персонаж, у звичаних бійках гравцеві на вибір надається приблизно 60 ігрових персонажів.

## Сюжет
Похмурим містом заправляють безжальні банди, що фінансуються вищими урядовими чинами. Гравець опиняється в самому центрі павутини змов і підступних планів, коли його персонажа Бреда Хока наймає колишня глава мафії Лі Шунь Їн, місце якої зайняв новий мафіозі.

## Оцінки критиків
На Metacritic гра отримала змішані відгуки, сукупна оцінка склала 60 балів зі 100, з найвищою у 85 балів від GameCritics та найнижчою у 25 від GameShark.